# Majid bin Sa'ud Al Sa'ud
Mājid bin Saʿūd Āl Saʿūd (in arabo ماجد بن سعود بن عبد العزيز آل سعود‎?; Riad, 1929 – Riad, luglio 1969) è stato un principe e militare saudita, membro della famiglia reale Āl Saʿūd.

## Biografia
Il principe Majid è nato a Riad nel 1929 ed era l'undicesimo figlio di re Sa'ud. Dopo aver frequentato le elementari, le medie e le superiori all'Istituto Alonjal, nel 1952 ha conseguito una laurea in scienze politiche presso l'Università di Princeton. Dal 1955 all'anno successivo ha presieduto un club giovanile. In seguito, si è dedicato alle opere di beneficenza per i poveri.
Nel 1964, ha accompagnato nell'esilio di Grecia il deposto padre e il fratellastro maggiore Fahad che occupava l'incarico di ambasciatore in quel paese.
Alla morte del padre, nel 1969, è rientrato in patria ma è morto di morbillo appena sei mesi dopo, nel mese di luglio, nella sua residenza della capitale. Dopo le preghiere funebri, tenutesi nella moschea Imam Turki bin Abd Allah di Riyad, la salma è stata sepolta nel cimitero al-'Ud della città.

## Vita personale
Il principe era sposato e aveva otto figli: quattro maschi e quattro femmine.